# Juan Carlos Maccarone
Juan Carlos Maccarone (Buenos Aires, 19 de octubre de 1940 - Claypole, 29 de marzo de 2015) fue un obispo emérito argentino del obispado católico de Santiago del Estero.

## Vida
Maccarone nació en 1940 en Buenos Aires. Cursó los estudios primarios en la escuela "República de Honduras" de la Ciudad de Buenos Aires y el bachillerato en el "Colegio Nacional Mariano Moreno". Luego cursó estudios de Derecho en la "Universidad del Salvador" e ingresó en 1960 en el Seminario "Sagrado Corazón" de la Arquidiócesis de La Plata. Estudió filosofía en el Seminario Mayor "San José" de la citada Arquidiócesis, y teología dogmática en la "Pontificia Universidad Gregoriana" de Roma. 
El 17 de diciembre de 1968 se ordenó sacerdote. Entre 1968 y 1978 se desempeñó como profesor de Teología en el Seminario Mayor "San José", en la Facultad de Teología de la Universidad Católica "Santa María de los Buenos Aires". Entre 1969 y 1972 fue profesor en la Universidad Católica de La Plata y entre 1973 y 1975 en el profesorado "Presbítero Antonio Saenz" de la diócesis de Lomas de Zamora.
Ocupó diferentes cargos: fue superior en el Seminario de Lomas de Zamora, director espiritual de seminarios, vicedecano de la Facultad de Teología de la Universidad Católica Argentina y decano de la misma facultad por dos periodos. Fue párroco de la parroquia "Inmaculada Concepción" de Burzaco, perito de la Comisión de Diálogo Luterano-Católico de la "Comisión de Ecumenismo", Secretario de la Comisión Ejecutiva de la "Comisión Episcopal de Fe y Cultura", perito de la IV Conferencia General del Episcopado Latinoamericano y presidente de la "Comisión de Fe y Cultura" de la Conferencia Episcopal Argentina en 1994.
También actuó como secretario ad hoc para la reforma de la Constitución Nacional, referente de la Conferencia Episcopal Argentina para la Convención Nacional Constituyente en Paraná y Santa Fe, y delegado de los Obispos de la Provincia de Buenos Aires para la reforma de la Constitución Provincial.
Fue miembro del Consejo de Planificación de la Universidad de Buenos Aires por acuerdo del Consejo Superior, Miembro de la Sociedad de Teología y de la Sociedad Tomista de la República Argentina. Publicó trabajos teológicos en revistas de teología argentinas e internacionales.
El 30 de enero de 1993, fue nombrado Obispo Titular de Mauriania y auxiliar de Lomas de Zamora, y ordenado en la Iglesia Catedral "Nuestra Señora de La Paz" el 21 de abril del mismo año. En 1996, Maccarone fue nombrado obispo de Chascomús y el 18 de febrero de 1999, obispo de la diócesis de Santiago del Estero.
Tuvo participación activa en la Mesa del diálogo argentino, que el Episcopado promovió durante la crisis de 2001-2002 en ese país, y fue uno de los obispos elegidos para la redacción de los documentos de la Iglesia argentina sobre la realidad política y social en ese período.
Mantuvo enfrentamientos fuertes con el gobierno provincial presidido primero por Carlos Juárez en su quinto mandato y posteriormente por su esposa Mercedes Aragonés de Juárez. La búsqueda del esclarecimiento del llamado doble crimen de la Dársena, por el que fue más tarde condenado Antonio Musa Azar, constituyó uno de sus motivos de reclamo más frecuentes. En opinión de Homero R. Saltalamacchia y María Isabel Silveti, Maccarone había mostrado desde su llegada al obispado «gran sensibilidad social y valentía institucional». Mantuvo además un diálogo fluido con organizaciones de derechos humanos. Luego de la caída del gobierno de Juárez, apoyó la intervención federal de la provincia.
Según noticias periodísticas, el obispo habría dimitido tras aparecer un vídeo suyo realizando actos sexuales con un joven de 23 años. Periódicos como el Los Angeles Times y agencias de noticias como Catholic News Agency confirmaron la existencia del vídeo y lo relacionaron con la dimisión del obispo. Según noticias de la agencia de noticias alemana dpa y Los Ángeles Times, el vocero del arzobispo de Buenos Aires no descartaba la posibilidad de que se tratara de un «acto de venganza política». Maccarone se habría implicado en la lucha contra la pobreza y la supuesta corrupción del gobernador Carlos Juárez. De igual forma, algunos medios de prensa argentinos comentaron que, más allá de las catalogaciones de la conducta personal de Maccarone a partir de convicciones morales y religiosas, el episodio no revistió gravedad alguna desde el punto de vista penal o judicial, y que la operación de la que habría sido objeto el obispo no era un hecho fortuito o circunstancial, sino el resultado de una maniobra hábilmente montada, construida sobre la base de datos de inteligencia que contó con una logística y con recursos que no se corresponden con los de un ciudadano común, todo lo cual apuntaría a una estrategia organizada con diligencia por intereses políticos, económicos y eclesiásticos.
Maccarone dimitió de su puesto de obispo el 19 de agosto de 2005, sin dar razones. La dimisión fue aceptada inmediatamente por el papa Benedicto XVI. Maccarone vivió retirado en el Pequeño Cottolengo de Don Orione ubicado en el barrio homónimo de la localidad de Claypole, hasta su fallecimiento.
Se lo consideró uno de los teólogos más respetados de la Argentina, con una clara posición progresista. En un recordatorio de su persona, el Grupo de Curas en la Opción por los Pobres evocó a Juan Carlos Maccarone en los siguientes términos:

Fue un cura que se destacó por su capacidad intelectual, teólogo y docente. Sin embargo, su experiencia al lado de los campesinos de Santiago del Estero reveló una capacidad de compromiso con los valores del Reino que puso al servicio de ese pueblo al que acompañó en su derrotero dramático de injusticia y pobreza.
 Como obispo cercano al pueblo, Maccarone expresó con dolor fraterno la incoherencia entre el discurso de los pastores argentinos y la trama menemista. Desafió al poder feudal en Santiago del Estero, hecho que le valió que hurgaran sus debilidades y lo borraran del mapa con una denuncia poco creíble. Utilizando un “evangelio” que seguramente no es el de Jesús, fue condenado a un ostracismo solitario disfrazado de “tiempo para que se recupere” quién sabe de qué. Parece que los obispos interpretan que el remedio para el supuesto error o el pecado no es la misericordia de una nueva oportunidad, sino esconder lejos al pecador para que no contamine a “los puros”.